# Захист дітей та молоді
Захист дітей та молоді — це організація або спілка, яка фокусується на потребах розвитку дітей і сімей в рамках простору і часу їх повсякденного життя. Захист дітей та молоді - це, в першу чергу, спосіб  роботи з іншими людьми і практики можуть реалізуватися  в різних ролях, включаючи безпосередній догляд, приватну практику, педагог, тренер, письменник, керівник, менеджер, дослідник, і багато інших. Їх іноді називають Працівниками з дітьми  та молоддю, Молодіжними радниками, Молодіжними працівниками, або Працівниками з захисту дітей та молоді. По всьому світі є міцні зв'язки між Захимтом дітей та молоді та соціальною педагогікою.

## Глобальна мережа
Міжнародна мережа Захисту дітей та молоді  сприяє читанню,  дискусіям, і створенню мереж серед учасників Захисту дітей та молоді  через щомісячний журнал; групі з 4000 учасників дискусійної групи,  і архіву написання як для працівників Захисту дітей та молоді, так і самими працівниками.
Асоціація Захисту дітей та молоді Ньюфаундленду Лабрадору  вперше провів всесвітню конференцію із Захисту дітей та молоді у червні 2013 року в Сент - Джонсі, Ньюфаундленд і Лабрадор. Друга всесвітня конференція Захисту дітей та молоді відбудеться пр в серпні 2016 року в Відні, Австрія.

## Обсяг практики
Практика Захисту дітей та молоді включає в себе навички у розвитку відносин, оцінку потреб і сильних сторін, підтримку дітей і сіме в повсякденному житті, а також участь в системах інтервенцій шляхом безпосереднього догляду, нагляду, управління, навчання, досліджень, консультацій та пропаганди.
Це випливає з того, що раніше називалося дитячими будинками чи дитячими установами, які, у свою чергу, використовували частину благодійної роботи міста для дітей та сімей, які не мали доступу до професійних послуг. Ресурси для цього завжди були надзвичайно обмеженими та мінімально укомплектованими, і обслуговування  рідко можна було побачити зу вигляді ліжка  та тумбочки, мінімального продовольства та уваги від дорослих. Навчання персоналу було обмеженим або його взагалі не було, а коефіцієнт дитячого персоналу часто був таким  бідним як 1:30.
Це ті ж самі співробітники, які спочатку почали створювати власні навчальні програми, залучали допомогу добросовісних соціальних працівників та вчителів у підготовку до добровільних навчальних заходів, а заохочувальні навчальні програми були розроблені в загальні курсові роботи. Подібні основні зусилля привели до формування, наприклад, Національної асоціації працівників догляду за дітьми в Південній Африці, яка протягом багатьох років взяла на себе значну частину організаційної роботи та роботи цього (переважно добровільного) корпусу вчителів та працівників дитячих закладів, і який також встановив подальші зв'язки з корисними фахівцями.
Практиканти  працюють в різних сферах,таких як: рання допомога та освіта, розвиток  общинних програм дітей та молоді, навчання батьків і підтримки сім'ї, шкільні програми, спільноти психічного здоров'я, групи будинків, житлових центрів, реабілітаційні програми,піклування про здоров'я дітей, та програми ювенальної юстиції.

Сфера застосування практики Ради канадських асоціацій Захисту дітей та молоді є корисним визначенням ділянки: 
«Учасники Захисту дітей та молоді працюють з дітьми, молоддю та сім'ями зі складними проблемами.  Їх можна знайти у різних установах, таких як групові будинки та лікувальні центри, лікарні та громадські клініки психічного здоров'я, програми охоплення громадою та шкільних програм, батьківська освіта та програми підтримки сім'ї, а також у приватній практиці та неповнолітніх програмах правосуддя. По догляду за дітьми і догляд молоді працівники спеціалізуються на розробці і реалізації терапевтичних програм і плановані середовищ і використання щоденних життєвих подій для полегшення зміни. В основі все ефективного дитина і догляд молоді практики є акцентом на терапевтичних відносинах; застосування теорії і дослідження про зростання і розвитку людини, щоб сприяти оптимальній фізичній, психо-соціальної, духовної, пізнавальний і емоційний розвиток молодих людей до здорового і продуктивного дорослого життя; і акцент на сильних сторонах і активів, а не патологія «.

## суспільне визнання
Перша тижнем маї є Міжнародними діти і молодь Тиждень Догляду з першим четвергом будучи Спасибі Молодіжного дня працівника [Архівовано 12 лютого 2019 у Wayback Machine.].

## професійні асоціації
Є цілий ряд професійних асоціацій для дітей та молоді Догляд працівників по всьому світу.

### Канада
- Онтаріо Асоціація дитячих та молодіжних Радників [Архівовано 14 березня 2022 у Wayback Machine.]
- Діти і молодь Догляд Асоціація Ньюфаундленд Лабрадор [Архівовано 3 березня 2022 у Wayback Machine.]
- Nova Scotia дітей і молоді Догляд Асоціація працівників [Архівовано 20 березня 2022 у Wayback Machine.]
- Догляд за дітьми і молодь Робочих асоціації Острова Принца Едуарда
- Діти і молодь Догляд Асоціація Нью-Брансвік [Архівовано 8 квітня 2017 у Wayback Machine.]
- Квебек Асоціація Педагогів [Архівовано 21 червня 2017 у Wayback Machine.]
- Діти і молодь Догляд працівники Асоціація Манітоби [Архівовано 1 січня 2022 у Wayback Machine.]
- Діти і молодь Догляд Асоціація Альберти [Архівовано 14 лютого 2022 у Wayback Machine.]
- Діти і молодь Догляд Асоціація Британської Колумбії [Архівовано 3 січня 2022 у Wayback Machine.]

### Сполучені Штат
- Асоціація дитячих житлових центрів [Архівовано 3 липня 2017 у Wayback Machine.]
- Асоціація по практиці по догляду за дітьми та молоді по догляду [Архівовано 16 березня 2022 у Wayback Machine.]

### Південна Африка
- Національна асоціація Child Care працівників [Архівовано 3 березня 2022 у Wayback Machine.]

### Шотландія
- Шотландський Житлове Догляд за дітьми Асоціація працівників
- Центр підвищення кваліфікації для доглядають дітей в Шотландії [Архівовано 16 березня 2022 у Wayback Machine.]

## Освіта
Освіта для дітей та молоді практикуючих по догляду варіюється по всьому світу. Деякі з них мають формальну освіту дітей і молодь допомогу в той час як інші можуть вийти на поле через іншу дисципліну або спеціальність.
У деяких країнах, таких як Канада, мають можливість завершити програму на чотири роки в університеті або коледжі, провідний до розширеного диплом в дитячому та молодіжному медичної допомоги, яка включає курсові і поля розміщення. Деякі люди ввести дитина і поле молоді по догляду з дипломом коледжу або університету ступенем у відповідній області, такі як психологія, соціологія, пристрасті або навчання працівників соціальної служби.
подальші їх утворення Some CYW зокрема, у дитячому та молодіжному допомогу і провести бакалавр, магістр і докторські ступені в дитині і догляді молоді. Університет Вікторії в Канаді пропонує докторські програми для дітей і молодих працівників. Осінь 2016 року, Раєрсон університет  почне пропонувати магістр програми CYC.
Неповний список шкіл, що пропонує ступінь або програми в дітях і молодь Догляд включає в себе:
- Раєрсон університет, школа дітей і молоді Догляд
- http://www.uvic.ca/hsd/cyc/ [Архівовано 27 червня 2017 у Wayback Machine.] Університет Вікторії, школа дітей і молоді Догляд]
- Університет долини Фрейзер https://web.archive.org/web/20170625132453/http://ufv.ca/ece/programs/child--youth-care-degree/
- Флемминг коледж, дитячі і юнацькі програми по догляду]
- HTM & -lay = докладно & -max = 10 & -find = & - оп = ек & Програма + Код = 1205 Centennial College
- Fanshawe College
- Lambton College
- [Архівовано 10 січня 2017 у Wayback Machine.]

## професійна сертифікація
Професійна сертифікація доступна для дітей та молоді працівників через дітей і молоді [Архівовано 17 березня 2022 у Wayback Machine.] з догляду атестаційної комісії [Архівовано 17 березня 2022 у Wayback Machine.].
Сертифікація включає в себе процес оцінки і демонстрацію високих стандартів медичної допомоги та прихильності до безперервного професійного розвитку. Сертифікація присуджується кандидатам, які успішно демонструють свою професійну практику через:
- Мінімальні вимоги освіти, досвіду і навчання
- Проходячи рахунок на ситуаційному судний іспит
- Надання посилань колеги і оцінки керівника
- Членство в професійній асоціації
- Угода дотримуватися етичної практики
- Завершення письмового портфеля

## журнали
- https://web.archive.org/web/20170420143333/http://udayancare.org/iceb-journal/home_iceb.html] сирітства та за його межами] Видано Udayan Care

Дитина & Youth Care Інтернет [Архівовано 8 червня 2017 у Wayback Machine.] ( ISSN 1605-7406 ) Редактори: Том Гарфат і Джеймс Фрімен
- Реляційна Child & Youth Care Practice [Архівовано 2 березня 2022 у Wayback Machine.] ( ISSN 0840-982X ) Редактори: Хетер Снелл, MES CYC (с) (професор і координатор програми Бакалавр дітей і молоді допомоги, Хамбер коледжу, Онтаріо, Канада) і Rika Swanzen, кандидат технічних наук (доцент, розділ Керівник: розвитку дітей і молоді, Монаш Південна Африка)
- шотландського журнал Житлового догляду за дітьми [Архівовано 31 грудня 2021 у Wayback Machine.] ( ISSN 1478-1840 ) Редактора: Грем Коннеллі & Лора скла
- За ISSN 0145-935X догляду [Архівовано 11 грудня 2020 у Wayback Machine.] за дітьми та молоді [Архівовано 11 грудня 2020 у Wayback Machine.] ( ISSN 0145-935X ) Редактори: Бен Андерсон-Nathe (Дитячі та сімейні дослідження, Портленд державний університет, Портленд, Орегон) і Кіарас Гарабаі (школа дітей і молоді з догляду, Раєрсон університет, Торонто)
- Міжнародний журнал соціальної педагогіки [Архівовано 29 червня 2017 у Wayback Machine.] ( ISSN 2051-5804 ) Спільно опубліковане ThemPra соціальної педагогіки та Центр Порозуміння соціальної педагогіки, UCL інституту освіти, Лондон

## нотатки
1. ↑  Рада Канади дитини та молоді Догляд асоціації. Архів оригіналу за 10 січня 2017. Процитовано 26 червня 2017.
2. ↑  Раєрсон університет Школа дитячої та юнацької догляду. Архів оригіналу за 24 квітня 2016. Процитовано 26 червня 2017.

## Зовнішні посилання
- CYC-NET [Архівовано 23 червня 2017 у Wayback Machine.] International дітей і молоді мережу по догляду
- Рада Канади дитини та молоді Догляд асоціації [Архівовано 17 квітня 2017 у Wayback Machine.]
- Асоціація по практиці по догляду за дітьми та молоді по догляду [Архівовано 16 березня 2022 у Wayback Machine.]